# 51 Arietis
51 Arietis (51 Ari / HD 18803 / HIP 14150) es una estrella en la constelación de Aries de magnitud aparente +6,62.
Distante 69 años luz del sistema solar, las características físicas de 51 Arietis hacen de esta estrella un análogo solar, es decir, una estrella en muchos aspectos semejante al Sol. De tipo espectral G8V, es sin embargo más parecida a τ Ceti o 61 Ursae Majoris que a nuestra propia estrella, ya que con una temperatura efectiva de 5647 - 5666 K, es unos 100 K más fría que el Sol.
Tiene una luminosidad equivalente al 91% de la luminosidad solar, aunque su diámetro es un 2% más grande que el de nuestra estrella.
Con una masa apenas mayor que la masa solar, parece ser una estrella más joven que el Sol, con una edad estimada de 2000 millones de años.
51 Arietis tiene un contenido de hierro superior al del Sol en un 40%, tendencia también observada para otros elementos como magnesio, silicio, calcio, escandio o vanadio; por el contrario, el contenido de azufre apenas es mayor al existente en el Sol.